# Златан глас
Златан глас (тур. La ronca de oro) колумбијска је теленовела, продукцијске куће Caracol Televisión, снимана 2014.
У Србији је 2019. приказивана на локалним телевизијама.

## Синопсис
Ово је прича о животу колумбијске певачице Елените Варгас у тешком мачистичком времену педесетих година, када су жене имале више дужности него права и од којих се очекивало да буду послушне жене и брижне мајке.
Еленита Варгас је у музици нашла начин да изрази своју дубоку жељу за слободом, превладајући многе препреке и предрасуде у животу, почевши од своје најближе породице. Њена музика, после вишегодишње борбе, донела јој је велики успех, а оставила је траг као жена, певачица и музичар. Антиципирајући осећања и преференције људи свог доба као нико други, схватила је да музика нема године, ни класу и да у време насиља њен глас подиже, инспирише и надахњује читаву нацију.

## Улоге
| Глумац:                               | Улога:                                   |
| ------------------------------------- | ---------------------------------------- |
| Ана Марија Еступињан Мајида Иса       | Софија Eлена Варгас Маруланда, „Еленита” |
| Дијего Кадавид                        | Алваро Хосе Салас                        |
| Вивијана Серна                        | Сесилија Инкапије                        |
| Маријане Шалер                        | Клариса де лас Америкас                  |
| Леонардо Акоста                       | Херман Инкапијеж                         |
| Јоана Моралес                         | Саманта                                  |
| Марсела Бенхумеа                      | Естреља Уљоа                             |
| Рашед Естефен                         | Ернесто Лоаиза                           |
| Дијана Неира Химена Дуран             | Маритза Ренхифо                          |
| Алехандра Лара                        | Лусија                                   |
| Лаура Гарсија                         | Ана Хулија Маруланда де Варгас           |
| Луис Фернандо Монтоја                 | Луис Варгас                              |
| Абрил Шрејбер Ахнела Пиједрахита      | Вирхинија Тафур                          |
| Џон Мартинез Алекс Адамс              | Ефраин Варгас Маруланда                  |
| Астрид Рамирез                        | Белен де Варгас                          |
| Моника Пардо Велез Марија Исабел Енао | Фелисија Варгас Маруланда                |
| Грејси Рендон                         | Пилар Инкапие Варгас                     |
| Хуан Пабло Гамбоа                     | Рубен де ла Пава                         |
| Дидијер ван дер Хове                  | Маурисио Гера, „Мауро”                   |
| Мауро Мауд                            | Грегори Паз                              |
| Јоланда Рајо                          | Грасијела Аранго де Тобон                |
| Густаво Рамирез                       | „Гуидо”                                  |
| Марбел Морено                         | Антонија Олгуин                          |
| Камило Пердомо                        | Ернандо, „Нандо”                         |
| Рикардо Мехија                        | Ернандо Варгас Маруланда                 |
| Стевен Салседо                        | Дијего Круз                              |
| Ернесто Баљен                         | Алберто Варгас, „Бето”                   |
| Рохер Морено                          | Андрес Алварадо                          |
| Рубен Санз                            | „Јорди”                                  |
| Алехандро Отеро                       | Енрике Лопез                             |
| Рубен Марин                           | Архемиро                                 |